# City-Pier-City Loop 1995
De 21e editie van de City-Pier-City Loop vond plaats op zondag 26 maart 1995.
Bij de mannen zegevierde de Keniaan Simon Lopuyet. Met zijn eindtijd van 1:01.42 bleef hij de Tanzaniaan Niima Tuluway, die in 1:02.14 over de streep kwam, ruim voor. Beste Nederlander was René Godlieb met een vijfde plaats. Hij verbeterde met deze prestatie zijn persoonlijk record van 1:04.58 tot 1:02.42. Bij de vrouwen besliste de Roemeense Simona Staicu de wedstrijd in haar voordeel door als eerste te finishen in 1:10.58.

## Uitslagen

### Mannen
| rang   | naam                | land | tijd    |
| ------ | ------------------- | ---- | ------- |
| Goud   | Simon Lopuyet       | KEN  | 1:01.42 |
| Zilver | Niima Tuluway       | TAN  | 1:02.14 |
| Brons  | Samson Maritim      | KEN  | 1:02.35 |
| 4      | Getaneh Tessema     | ETH  | 1:02.39 |
| 5      | René Godlieb        | NED  | 1:02.42 |
| 6      | John Vermeule       | NED  | 1:02.46 |
| 7      | Bigboy Goromonzi    | ZIM  | 1:02.58 |
| 8      | Marti ten Kate      | NED  | 1:03.27 |
| 9      | Abdelaziz Bougra    | MAR  | 1:03.45 |
| 10     | Fransua Woldemariam | ETH  | 1:03.57 |
| 11     | Woldelassa Milkessa | ETH  | 1:04.01 |
| 12     | Yahye Aden          | DJI  | 1:04.03 |
| 13     | Bert van Vlaanderen | NED  | 1:04.04 |
| 15     | Vladimir Kotov      | BLR  | 1:04.52 |

### Vrouwen
| rang   | naam                  | land | tijd    |
| ------ | --------------------- | ---- | ------- |
| Goud   | Simona Staicu         | ROU  | 1:10.58 |
| Zilver | Angelina Kanana       | KEN  | 1:11.08 |
| Brons  | Jane Salumäe          | EST  | 1:12.02 |
| 4      | Franziska Moser       | SUI  | 1:12.30 |
| 5      | Izabela Zatorska      | POL  | 1:12.47 |
| 6      | Carla Beurskens       | NED  | 1:12.58 |
| 7      | Anne van Schuppen     | NED  | 1:13.27 |
| 8      | Elzbieta Jarosz       | POL  | 1:13.38 |
| 9      | Monika Deverova       | CZE  | 1:14.18 |
| 10     | Daisy Hombergen       | NED  | 1:14.56 |
| 11     | Ludmila Melicherova   | SVK  | 1:16.31 |
| 12     | Natalya Sorokivaskaya | KAZ  | 1:16.50 |
| 13     | Barbara Kamp          | NED  | 1:16.58 |
| 14     | Mieke Hombergen       | NED  | 1:17.07 |
| 15     | Paus                  | NED  | 1:18.49 |

1975 ·
1976 ·
1977 ·
1978 ·
1979 ·
1980 ·
1981 ·
1982 ·
1983 ·
1984 ·
1985 ·
1986 ·
1987 ·
1988 ·
1989 ·
1990 ·
1991 ·
1992 ·
1993 ·
1994 ·
1995 ·
1996 ·
1997 ·
1998 ·
1999 ·
2000 ·
2001 ·
2002 ·
2003 ·
2004 ·
2005 ·
2006 ·
2007 ·
2008 ·
2009 ·
2010 ·
2011 ·
2012 ·
2013 ·
2014 ·
2015 ·
2016 ·
2017 ·
2018 ·
2019 (afgelast) ·
2020 ·
2021 (afgelast) ·
2022 ·
2023 ·
2024